# Ericka Ñanco
Ericka Ñanco, née le 20 mars 1992 à Nueva Imperial, est une militante et femme politique chilienne. Elle est députée depuis mars 2022, devenant la première femme issue du peuple autochtone mapuche à devenir élue dans la région de l'Araucanie.
Elle devient membre du parti Révolution démocratique avant son élection en novembre 2021. Auparavant, elle fut candidate lors des élections constituantes de 2021 avec la coalition Approbation dignité, en tant que candidate indépendante investie par FRVES.

## Biographie

### Famille et études
Ericka Ñanco est née le 20 mars 1992 à Nueva Imperial. Ses parents sont Luis Ñanco Pichulmán et Ericka Beatriz Vásquez Lagos.
Elle mène ses études dans les écoles Ernesto Wilhem à Saavedra, celle d'Araucanía de Temuco et San Francisco de Asís à Nueva Imperial, tandis qu'elle termine son enseignement secondaire au lycée Pablo Neruda de Temuco.
Elle devient ensuite étudiante en agronomie à l'université de la Frontière, et se place à la troisième place en 2019 lors d'une concours d'oral et de narration de l'université, avec l'oeuvre « Curiqueo ». La même année, elle remporte la première place du concours de l'université « UFRO en cent mots » avec l'œuvre « Ultimo día », où elle fait le récit de la mort de l'étudiant de l'université et militant mapuche Matías Catrileo (es), qui, en 2008, dans sa troisième année en agronomie, a été assassiné par un carabinier.

### Dirigeante étudiante
Pendant son parcours d'étudiante, elle acquiert une notoriété publique en raison de son rôle de militante et de porte-parole de « l'Assemblée des femmes de Gulumapu », et contribue également à la création des groupes universitaires sur la protection de l'environnement, le développement de l'agriculture écologique et le recyclage. 
Elle commence à publier des chroniques dans différents médias locaux et nationaux, se positionnant comme l'une des nouvelles figures politiques de sa région.

### Parcours politique

#### Candidate aux élections constituantes
Lors des élections constituantes de 2021, elle est candidate au sein de la 23e circonscription, correspondant à la région de l'Araucanie. Elle se présente avec la liste d'Approbation dignité, en tant que candidate indépendante investie par la Fédération régionaliste verte sociale (FRVES), sans être élue, n'obtenant que 2 156 voix (1,3%).
La même année, elle devient membre de Révolution démocratique, devenant le premier présidente du parti dans la région de l'Araucanie.

#### Députée
Lors des élections législatives de 2021, elle est candidate dans la 23e circonscription de l'Araucanie. Elle se présente avec la coalition d'Approbation dignité, et désormais membre du parti Révolution démocratique. Elle est élue avec 9 700 voix (4,03%).
Ericka Ñanco devient la première femme issue du peuple autochtone mapuche à devenir élue dans la région de l'Araucanie.